# Stigmaphyllon discolor
Stigmaphyllon discolor är en tvåhjärtbladig växtart som först beskrevs av Michel Gandoger, och fick sitt nu gällande namn av C.E.Anderson. Stigmaphyllon discolor ingår i släktet Stigmaphyllon och familjen Malpighiaceae. Inga underarter finns listade i Catalogue of Life.